# 高崎ゆうき
高崎 ゆうき（たかさき ゆうき）は、日本の漫画家、イラストレーター。
同人サークル「長靴と猫亭」での同人作家としての活動を経て、芳文社の漫画雑誌『まんがタイムきららフォワード』にて「桃色シンドローム」でデビュー。

## 作品リスト

### 漫画
- 桃色シンドローム（『まんがタイムきららフォワード』Vol.4 - 2010年2月号）

単行本は芳文社より全5巻。
- むげんのみなもに（『コミック百合姫S』Vol.12 - Vol.14、『コミック百合姫』2011年1月号 - 2011年7月号）

単行本は一迅社より全2巻。
- ハームフル・ビューティフル（『まんがタイムきららフォワード』2011年11月号 - 2013年2月号）

単行本は芳文社より全2巻。
- おもちゃの教祖さま（『(21)-のじゃロリ&ロリババァ-』 Vol.1～3、『月刊コミックバーズ』2013年12月号～2014年3月号）

単行本は幻冬舎より全1巻。
- わたしのご主人様は人間じゃない気がする（『月刊コミックアライブ』2015年3月号 - 9月号、『コミックキューン』2015年10月号 - 2018年2月号）

単行本はKADOKAWAより全3巻。

#### キャラクター原案
- ロールプレイ（原作：日野イズム、作画：蓮希ゆき、月刊ガンガンWING2008年2月号掲載）

### イラスト
- ロールプレイ（著者：日野イズム、スクウェア・エニックス・ノベルズ）